# Herb gminy Chełmiec

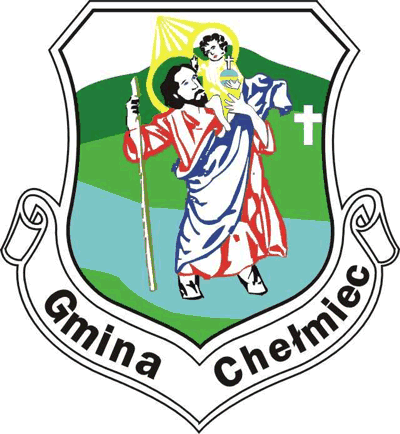
Herb gminy Chełmiec do 2015 r.

Herb gminy Chełmiec – jeden z symboli gminy Chełmiec, autorstwa Włodzimierza Chorązkiego i Karoliny Chorązkiej-Paluch, ustanowiony 3 listopada 2015.

## Wygląd i symbolika
Herb przedstawia na tarczy w polu błękitnym, w dolnej części pofalowany pas srebrny, symbolizujący wodę, z brodzącą w prawo, podpierającą się złotym kosturem, postacią świętego Krzysztofa z Dzieckiem Jezusem na lewym barku. Obie postacie ze złotymi nimbami, w tunikach srebrnych, święty dodatkowo w płaszczu czerwonym. Broda i włosy świętego czarne. Krzysztof podtrzymuje dziecko lewą ręką i patrzy na Jezusa, który uniesioną prawą rączką błogosławi, a w lewej trzyma srebrne krółewskie jabłko. Herb gminy nawiązuje do wizerunku świętego Krzysztofa z XIX-wiecznej pieczęci gminnej Marcinkowic. 